# Prochoerodes anfractata
Prochoerodes anfractata är en fjärilsart som beskrevs av George Duryea Hulst 1886. Prochoerodes anfractata ingår i släktet Prochoerodes och familjen mätare. Inga underarter finns listade i Catalogue of Life.